# Citire rapidă
Citirea rapidă reprezintă o metodă de citire a unui text mai rapid decât în mod normal.
Unul dintre primii oameni cunoscuți ca având această abilitate este Antonio Magliabechi.
Oftalmologul francez Émile Javal a studiat modul de mișcare a ochilor în timpul citirii și modul de focalizare a atenției.
Mai târziu s-a dovedit că prin acest tip de citire sunt percepute grupuri întregi de cuvinte și se utilizează ceea ce poartă numele de memorie contextuală.
Pentru îmbunătățirea vitezei de lectură, specialiștii au creat un aparat numit tachistoscop, dispozitiv conceput pentru a afișa imagini cu diverse rate de expunere pe un ecran.
Unul dintre cititorii rapizi ai României a fost Nicolae Iorga despre care se spune că citea 1.000 de cuvinte pe minut.